# George Pérez
George Pérez (Nova York, 9 de junho de 1954 – 6 de maio de 2022) foi um desenhista de histórias em quadrinhos conhecido por seu trabalho para as editoras DC e Marvel. George Pérez era admirado pelos leitores de quadrinhos pelo seu estilo de ilustração limpo e extremamente detalhado.

## Carreira
Foi conquistando renome no começo dos anos 1980 quando desenhou Os Vingadores para a Marvel Comics. Desenhou também as revistas Quarteto Fantástico e Liga da Justiça. Atingiu o auge da carreira ao fazer a parceria com Marv Wolfman para a série Os Novos Titãs da DC Comics, reformulando a antiga equipe da Turma Titã cuja revista apresentava as histórias de jovens super-heróis liderados por Robin, uma versão jovem da Liga da Justiça. Com o sucesso passou para um projeto mais pessoal, desenvolvendo uma série de histórias da Mulher Maravilha, nas quais relançaria segundo a sua concepção vários deuses da mitologia grega como integrantes do universo DC.
Mas seu grande trabalho, considerado um clássico do gênero de super-heróis, foi a série Crise nas Infinitas Terras, que reorganizou a conturbada cronologia do Universo DC.
Em janeiro de 2019, Pérez anunciou sua aposentadoria como artista. Em 7 de dezembro de 2021, o próprio George Pérez informou, pelas redes sociais, que estava com Câncer terminal no Pâncreas. A notícia chocou e comoveu os fãs, avisados disso pelo próprio. Pérez afirmou que iria fazer uma grande sessão de autógrafos, pois, segundo o próprio, teria de seis meses a um ano de vida.
Em janeiro de 2022, foi anunciado o relançamento crossover Liga da Justiça/Vingadores, coordenado pela organização The Hero Initiative, dedicada a auxiliar artistas em necessidade e da qual Pérez é um dos membros fundadores.

## Morte
Pérez morreu em 6 de maio de 2022, aos 67 anos de idade, vítima de um câncer do pâncreas. Sua morte foi anunciada no dia seguinte, por sua amiga Constance Eza, que escreveu na página do Facebook de Pérez, que o artista de 67 anos "faleceu ontem, pacificamente em casa" com sua esposa Carol e sua família ao seu lado.

## Imagens
|                                                                                    |                                               |                                                                                  |
| Na Dragon Con, em 3 de Setembro de 2010, com cosplayers de Moça-Maravilha e Terra. | Em 24 de Maio de 2012, na Phoenix Fan Fusion. | Com um cosplayer do personagem Metamorfo, na Dragon Con em 30 de Agosto de 2013. |